# ピエトロ・アルディーノ

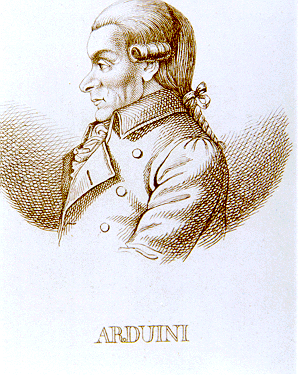
Pietro Arduino

ピエトロ・アルディーノ（Pietro Arduino、1728年7月18日 - 1805年4月13日）は、イタリアの農学者、植物学者、博物学者である。

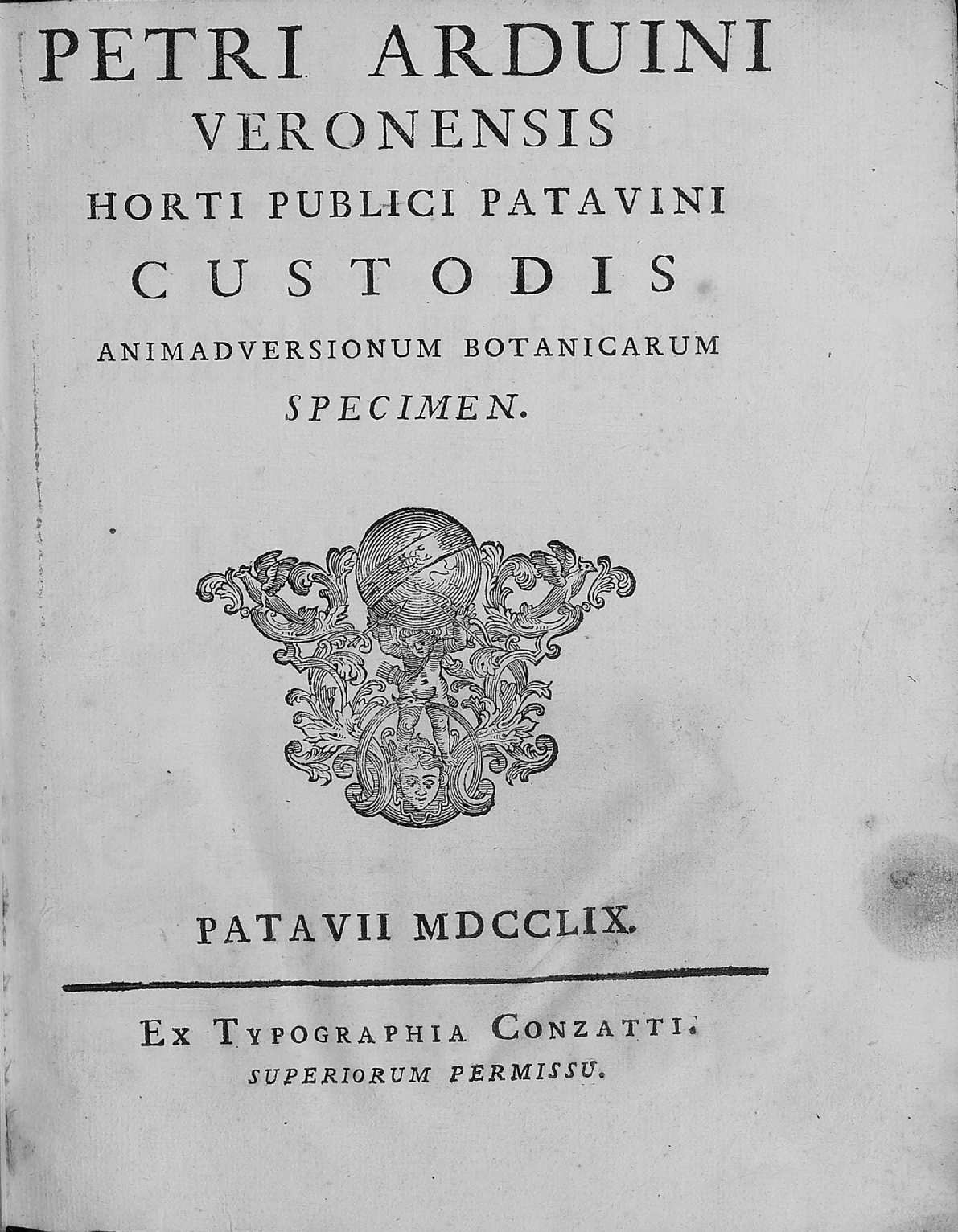
Animadversionum botanicarum specimen, 1759

## 略歴
現在のヴェネト州ヴェローナ県のカプリーノ・ヴェロネーゼで生まれた。ヴェローナに住むフランスの植物学者、ジャン＝フランソワ・セギエに学び、マッフェイ侯爵、シピオーネ（Francesco Scipione, marchese di Maffei）の屋敷で働いた。セギエの推薦でパドヴァ植物園長のジュリオ・ポンテデーラ（Giulio Pontedera）に紹介された。パドヴァ大学の農学研究所（Cathedra ad Agriculturam Exsperimentalem）で働いた後、パドヴァ植物園の学芸員を務め、業績を上げた。
著書にパドヴァ植物園で栽培されていた12の植物を図とともに記述した"Animadversionum botanicarum specimen"と20以上の新種、希少植物を記述した"Memorie di osservazioni e di sperienze sopra la cultura e gli usi di varie plante"がある。
アルディーノの仕事はカール・フォン・リンネに高く評価され、リンネによってシソ科の種、Teucrium arduinoiなどにアルディーノの名前をつけられた。
兄に有名な地理学者、ジョヴァンニ・アルディーノがいる。